# كأس تونس 1986–87
كأس تونس لكرة القدم 1986-1987 هو الموسم رقم 31 منذ الاستقلال وال56 منذ إنشائه من كأس تونس لكرة القدم.

فاز بهذا الموسم النادي الرياضي البنزرتي، وجاء ثانيا المستقبل الرياضي بالمرسى.

## روابط خارجية
- الموقع الرسمي للجامعة التونسية لكرة القدم.